# TIMERS (アルバム)
『TIMERS』（タイマーズ）は、THE TIMERSのファースト・アルバム。1989年11月8日にEASTWORLD/東芝EMIから発売された。

## 解説
忌野清志郎が率いる覆面4人組バンドであるザ・タイマーズのファースト・アルバム。本作はオリジナル曲に加え、カバー曲も多数取り上げている。

## 音楽性
先行シングルの「デイ・ドリーム・ビリーバー 〜DAY DREAM BELIEVER〜」は、モンキーズのカバーで、発売当初は、エースコック「スーパーカップ1.5倍」のCMソングに起用された。2006年には、サントリー「モルツ」CMソングに、2011年からはセブン-イレブンのCMソングとしても長きにわたり使用されている。

## 再発盤
- 2006年1月25日、忌野清志郎デビュー35周年を記念してリマスターされ、ボーナス・トラック2曲「企業で作業」「ダイナ（嫌煙のダンナ）」を追加して再発された[4]（詳細後述）。
- 2016年11月23日、リマスター・蔵出し音源・秘蔵映像を収録したCD2枚組+DVD『THE TIMERS スペシャル・エディション』が発売された[5]。（詳細後述）
- 2016年12月14日、アナログ盤（LPレコード）が限定発売された[6]。
- 2024年11月13日、ザ・タイマーズのデビュー35周年を記念してリマスターされ、上記再発盤（2006年盤および2016年盤）の追加曲に加え、未発表曲や別バージョンなどの9曲を新たに収録した『THE TIMERS 35周年祝賀記念品』が発売された。3CDおよび3LPの2種類が発売され、いずれも復刻版プレスキット（EPサイズ、20ページ）が同梱される[7]。（詳細後述）

## 収録曲

### CD
1. タイマーズのテーマ 〜 Theme from THE TIMERS
（作詞・作曲：Bobby Hart/Tommy Boyce　日本語詞：ZERRY/TOPPI）
2. 偽善者
（作詞・作曲：ZERRY）
3. 偉人のうた
（作詞・作曲：ZERRY）
4. ロックン仁義
（作詞・作曲：ZERRY）
5. デイ・ドリーム・ビリーバー 〜DAY DREAM BELIEVER〜
（作詞・作曲：John Stewart　日本語詞：ZERRY）
6. 土木作業員ブルース
（作詞・作曲：TOPPI）
7. 争いの河
（作詞・作曲：ZERRY）
8. カプリオーレ
（作曲：Johannes Brahms　日本語詞：ZERRY）
9. LONG TIME AGO
（作詞・作曲：ZERRY）
10. 3部作
イ．人類の深刻な問題
ロ．ブーム・ブーム
ハ．ビンジョー
（作詞・作曲：ZERRY）
11. ギーンギーン
（作詞・作曲：ZERRY）
12. 総理大臣
（作詞・作曲：ZERRY）
13. LONELY JAPANESE MAN
（作詞・作曲：ZERRY）
14. 税
（作詞・作曲：ZERRY）
15. イモ
（作詞・作曲－ZERRY）
16. タイマーズのテーマ （エンディング） 〜 Theme from THE TIMERS (ending)
（作詞・作曲：Bobby Hart/Tommy Boyce　日本語詞：ZERRY/TOPPI）
17. Walk don't run
（作曲：John Smith）

### Side 1
1. タイマーズのテーマ 〜 Theme from THE TIMERS
2. 偽善者
3. 偉人のうた
4. ロックン仁義
5. デイ・ドリーム・ビリーバー 〜DAY DREAM BELIEVER〜
6. 土木作業員ブルース
7. 争いの河

### Side 2
1. カプリオーレ
2. LONG TIME AGO
3. ギーンギーン
4. 総理大臣
5. LONELY JAPANESE MAN
6. 税
7. イモ
8. タイマーズのテーマ （エンディング） 〜 Theme from THE TIMERS (ending)
9. Walk don't run

### 2006年盤
1. タイマーズのテーマ 〜 Theme from THE TIMERS
2. 偽善者
3. 偉人のうた
4. ロックン仁義
5. デイ・ドリーム・ビリーバー 〜DAY DREAM BELIEVER〜
6. 土木作業員ブルース
7. 争いの河
8. カプリオーレ
9. LONG TIME AGO
10. 3部作
イ．人類の深刻な問題
ロ．ブーム・ブーム
ハ．ビンジョー
11. ギーンギーン
12. 総理大臣
13. LONELY JAPANESE MAN
14. 税
15. イモ
16. タイマーズのテーマ （エンディング） 〜 Theme from THE TIMERS (ending)
17. Walk don't run
18. 企業で作業 （ボーナス・トラック）
（作詞・作曲：ZERRY）
19. ダイナ (嫌煙のダンナ)（ボーナス・トラック）
（作詞・作曲－Harry Akst/Joe Young/Samuel M. Lewis　日本語詞：ZERRY）

## THE TIMERS スペシャル・エディション

### Disc 1
1. タイマーズのテーマ 〜 Theme from THE TIMERS
2. 偽善者
3. 偉人のうた
4. ロックン仁義
5. デイ・ドリーム・ビリーバー 〜DAY DREAM BELIEVER〜
6. 土木作業員ブルース
7. 争いの河
8. カプリオーレ
9. LONG TIME AGO
10. 3部作
イ．人類の深刻な問題
ロ．ブーム・ブーム
ハ．ビンジョー
11. ギーンギーン
12. 総理大臣
13. LONELY JAPANESE MAN
14. 税
15. イモ
16. タイマーズのテーマ （エンディング） 〜 Theme from THE TIMERS (ending)
17. Walk don't run
18. 企業で作業
19. ダイナ (嫌煙のダンナ)

### Disc 2
1. 牛肉・オレンジ
2. 石井さん
3. 君の席
4. 総理大臣
5. 久留米の人
6. タッペイくん
7. ピース
8. 彼女の笑顔
9. バイバイ・タイマーズ
10. 不死身のタイマーズ

### DVD
LIVE
1. 楽屋〜ステージ（1988年8月3日　富士急ハイランド）
2. タイマーズのテーマ（1988年11月13日　横浜国立大学）
3. 偽善者（1988年11月13日　横浜国立大学）
4. 偉人の歌（1988年11月13日　横浜国立大学）
5. 企業で作業（1989年11月10日　横浜市立大学）
6. 原発賛成音頭（1988年11月13日　横浜国立大学）
  - RCサクセションのアルバム『COVERS』事件を皮肉った曲。これまで未CD化だった。
7. ロックン仁義（1988年11月13日　横浜国立大学）
8. デイ・ドリーム・ビリーバー（1988年11月13日　横浜国立大学）
9. 彼女の笑顔（1988年11月13日　横浜国立大学）
10. 税（1989年11月10日　横浜市立大学）
11. イモ（1989年11月10日　横浜市立大学）
12. タイマーズのテーマ（エンディング）（1989年11月10日　横浜市立大学）
13. 君の席（1989年11月10日　横浜市立大学）
14. メルトダウン（1989年11月10日　横浜市立大学）
15. 不死身のタイマーズ（1989年11月10日　横浜市立大学）

MV
1. デイ・ドリーム・ビリーバー ①Hammock Mix
2. デイ・ドリーム・ビリーバー ②One Time Mix
3. ロックン仁義 ①MV
4. ロックン仁義 ②ウラPV

## THE TIMERS 35周年祝賀記念品

### Disc 1 / LP 1（オリジナルアルバム2024リマスター）
1. タイマーズのテーマ 〜 Theme from THE TIMERS
2. 偽善者
3. 偉人のうた
4. ロックン仁義
5. デイ・ドリーム・ビリーバー 〜DAY DREAM BELIEVER〜
6. 土木作業員ブルース
7. 争いの河
8. カプリオーレ
9. LONG TIME AGO
10. 3部作（LP盤はLP 3のSideE 1曲目に収録）
イ．人類の深刻な問題
ロ．ブーム・ブーム
ハ．ビンジョー
11. ギーンギーン
12. 総理大臣
13. LONELY JAPANESE MAN
14. 税
15. イモ
16. タイマーズのテーマ （エンディング） 〜 Theme from THE TIMERS (ending)
17. Walk don't run

LP盤は「争いの河」までSide A、「カプリオーレ」以降（「3部作」を除く）がSide B。

### Disc 2 / LP 2（2006年追加トラック+2016年追加トラック）
1. 企業で作業
2. ダイナ (嫌煙のダンナ)
3. 牛肉・オレンジ
4. 石井さん
5. 君の席
6. 総理大臣 (2016MIX)
7. 久留米の人
8. タッペイくん
9. ピース
10. 彼女の笑顔
11. バイバイ・タイマーズ
12. 不死身のタイマーズ

LP盤は「君の席」と「総理大臣」の曲順が入れ替わり、総理大臣までSide C、君の席以降がSide D。

### Disc 3 / LP 3（2024年追加トラック）
1. Mama Please Come Back
2. KONAKURE
3. デイ・ドリーム・ビリーバー (2024MIX)
4. 原発賛成音頭
5. ブツ
6. 覚醒剤音頭
7. BAKANCE
8. LONG TIME AGO（1989年8月5日 @広島サンプラザホール）
9. 君はLOVE ME TENDERを聴いたか？

LP盤はSide Eの1曲目に「3部作」が入り、「原発賛成音頭」までがSide E、「ブツ」以降がSide F。

## カバー
土木作業員ブルース
- KenKen（2017年12月20日、三宅伸治のトリビュート・アルバム『ソングライター』収録）